# Santa María Visitación
Santa María Visitación (en honor a la Visitación de María a su prima Isabel) es un municipio del departamento de Sololá en la República de Guatemala.  
Luego de la Independencia de Centroamérica en 1821, pasó a formar parte del departamento de Sololá/Suchitepéquez, y en 1838 fue parte del efímero Estado de Los Altos hasta que este fue reincorporado al Estado de Guatemala por el general conservador Rafael Carrera en 1840.  Posteriormente, tras la Reforma Liberal de 1871, el 12 de agosto de 1872 el gobierno de facto del presidente provisorio Miguel García Granados creó el departamento de Quiché, al que adjudicó gran parte del territorio de Sololá, aunque Santa María Visitación permaneció en este último.

## Toponimia
Anteriormente, se le conocía con el nombre de «Santa María de Jesús» o «La Visitación de Nuestra Señora». El topónimo hace alusión a uno de los misterios de la fe cristiana; el nombre del municipio de Santa María Visitación se origina con la introducción de la evangelización en la época de la Conquista de Guatemala, basado en un pasaje bíblico del evangelio de San Lucas, donde la Virgen María, se dirigió a una ciudad ubicada en los cerros de Judá para visitar a su prima Isabel, después de producirse la concepción de Jesús. Así pues, por la ubicación del poblado en tierras altas, le fue puesto el nombre en honor a la «Visitación de Santa María», consignada en el Nuevo Testamento.[cita requerida]

## División política
Santa María Visitación se encuentra dividido en un pueblo, dos caseríos y dos parajes; los poblados son: Montecrísto, Chuipoj, El Porvenir y Palax. De acuerdo a los censos X y XI de Población de los años 1994 y 2002 respectivamente, realizados por el Instituto Nacional de Estadística (INE), el municipio de Santa María Visitación contaba con cuatro centros poblados constituidos por un pueblo y tres caseríos.
Sobre la base de la información obtenida en la municipalidad, el municipio se integra por cinco centros poblados: un pueblo, dos caseríos y dos parajes, por lo tanto no se maneja la misma categorización que tiene el INE. Sin embargo, esta categorización no debe tomarse como definitiva, debido a que el Código Municipal Decreto 12-2002, del Congreso de la República de Guatemala, en el Capítulo III, Artículo 28, establece que la creación de un municipio, requiere de 10,000 habitantes o más, y el municipio de Santa María Visitación se constituyó como tal por costumbres y tradiciones, sin fundamentos en bases legales a raíz de esto los líderes del pueblo tuvieron constantes roces con las autoridades ya que el municipio no era reconocido en el mapa oficial de Guatemala.[cita requerida]

## Geografía física

### Clima
La cabecera municipal de Santa María Visitación tiene clima templado; (Clasificación de Köppen: Cbw).
| Parámetros climáticos promedio de Santa María Visitación | Parámetros climáticos promedio de Santa María Visitación | Parámetros climáticos promedio de Santa María Visitación | Parámetros climáticos promedio de Santa María Visitación | Parámetros climáticos promedio de Santa María Visitación | Parámetros climáticos promedio de Santa María Visitación | Parámetros climáticos promedio de Santa María Visitación | Parámetros climáticos promedio de Santa María Visitación | Parámetros climáticos promedio de Santa María Visitación | Parámetros climáticos promedio de Santa María Visitación | Parámetros climáticos promedio de Santa María Visitación | Parámetros climáticos promedio de Santa María Visitación | Parámetros climáticos promedio de Santa María Visitación | Parámetros climáticos promedio de Santa María Visitación |
| Mes                                                      | Ene.                                                     | Feb.                                                     | Mar.                                                     | Abr.                                                     | May.                                                     | Jun.                                                     | Jul.                                                     | Ago.                                                     | Sep.                                                     | Oct.                                                     | Nov.                                                     | Dic.                                                     | Anual                                                    |
| -------------------------------------------------------- | -------------------------------------------------------- | -------------------------------------------------------- | -------------------------------------------------------- | -------------------------------------------------------- | -------------------------------------------------------- | -------------------------------------------------------- | -------------------------------------------------------- | -------------------------------------------------------- | -------------------------------------------------------- | -------------------------------------------------------- | -------------------------------------------------------- | -------------------------------------------------------- | -------------------------------------------------------- |
| Temp. máx. media (°C)                                    | 20.7                                                     | 21.3                                                     | 22.6                                                     | 23.3                                                     | 23.1                                                     | 21.3                                                     | 21.7                                                     | 22.3                                                     | 21.6                                                     | 21.4                                                     | 21.4                                                     | 20.8                                                     | 21.8                                                     |
| Temp. media (°C)                                         | 14.0                                                     | 14.4                                                     | 15.6                                                     | 16.9                                                     | 17.7                                                     | 16.8                                                     | 16.8                                                     | 16.9                                                     | 16.7                                                     | 16.4                                                     | 15.3                                                     | 14.4                                                     | 16                                                       |
| Temp. mín. media (°C)                                    | 7.4                                                      | 7.5                                                      | 8.7                                                      | 10.6                                                     | 12.3                                                     | 12.4                                                     | 12.0                                                     | 11.5                                                     | 11.8                                                     | 11.4                                                     | 9.3                                                      | 8.0                                                      | 10.2                                                     |
| Precipitación total (mm)                                 | 1                                                        | 4                                                        | 7                                                        | 28                                                       | 104                                                      | 283                                                      | 239                                                      | 234                                                      | 384                                                      | 176                                                      | 36                                                       | 3                                                        | 1499                                                     |
| Fuente: Climate-Data.org                                 |                                                          |                                                          |                                                          |                                                          |                                                          |                                                          |                                                          |                                                          |                                                          |                                                          |                                                          |                                                          |                                                          |

### Ubicación geográfica
Santa María Visitación está en el departamento de Sololá y se encuentra completamente rodeado por municipios del mismo.
Sus colindancias son:
- Norte y noreste: Santa Clara La Laguna
- Sur, este y sureste: Sololá
- Oeste y noroeste: Santa Catarina Ixtahuacán[6]

| Noroeste: Santa Catarina Ixtahuacán | Norte: Santa Clara La Laguna | Nordeste: Santa Clara La Laguna |
| Oeste: Santa Catarina Ixtahuacán    |                              | Este: Sololá                    |
|                                     | Sur: Sololá                  | Sureste: Sololá                 |

## Gobierno municipal
Los municipios se encuentran regulados en diversas leyes de la República, que establecen su forma de organización, lo relativo a la conformación de sus órganos administrativos y los tributos destinados para los mismos. Aunque se trata de entidades autónomas, se encuentran sujetos a la legislación nacional y las principales leyes que los rigen desde 1985 son:
| N.º | Ley                                                | Descripción |
| --- | -------------------------------------------------- | --- |
| 1   | Constitución Política de la República de Guatemala | Tiene una regulación legal específica para los municipios en los artículos 253 al 262. |
| 2   | Ley Electoral y de Partidos Políticos              | Ley de carácter constitucional aplicable a los municipios en el tema de la conformación de sus autoridades electas. |
| 3   | Código Municipal                                   | Decreto 12-2002 del Congreso de la República de Guatemala. Tiene la categoría de ley ordinaria y contiene preceptos generales aplicables a todos los municipios, e inclusive contiene legislación referente a la creación de los municipios.             |
| 4   | Ley de Servicio Municipal                          | Decreto 1-87 del Congreso de la República de Guatemala. Regula las relaciones entra la municipalidad y los servidores públicos en materia laboral. Tiene su base constitucional en el artículo 262 de la constitución que ordena la emisión de la misma. |
| 5   | Ley General de Descentralización                   | Decreto 14-2002 del Congreso de la República de Guatemala. Regula el deber constitucional del Estado, y por ende del municipio, de promover y aplicar la descentralización y desconcentración económica y administrativa.                                |

El gobierno de los municipios está a cargo de un Concejo Municipal mientras que el código municipal —ley ordinaria que contiene disposiciones que se aplican a todos los municipios— establece que «el concejo municipal es el órgano colegiado superior de deliberación y de decisión de los asuntos municipales […] y tiene su sede en la circunscripción de la cabecera municipal»; el artículo 33 del mencionado código establece que «[le] corresponde con exclusividad al concejo municipal el ejercicio del gobierno del municipio».
El concejo municipal se integra con el alcalde, los síndicos y concejales, electos directamente por sufragio universal y secreto para un período de cuatro años, pudiendo ser reelectos.
Existen también las Alcaldías Auxiliares, los Comités Comunitarios de Desarrollo (COCODE), el Comité Municipal del Desarrollo (COMUDE), las asociaciones culturales y las comisiones de trabajo. Los alcaldes auxiliares son elegidos por las comunidades de acuerdo a sus principios y tradiciones, y se reúnen con el alcalde municipal el primer domingo de cada mes, mientras que los Comités Comunitarios de Desarrollo y el Comité Municipal de Desarrollo organizan y facilitan la participación de las comunidades priorizando necesidades y problemas.

## Historia
La historia de Santa María Visitación se remonta al período prehispánico, antes de 1524 cuando el asentamiento era conocido como Tz´ulu Juyu, según los Anales de los Cakchiqueles. Fue fundado por personas provenientes de Santiago Atitlán, quienes habían estado bajo el dominio de la corte Tz´utujil establecida en Tz´iquinajá, hoy Santiago Atitlán. 

### Época colonial
En el año 1583, se hace mención a un pleito entre visitecos y clareños —los pobladores de Santa Clara La Laguna—, sucedido entre 1581 y 1583, al igual que en otros documentos de finales del xvi, se le menciona con los nombres de «Visitación» y «Santa María de Jesús»; se deduce que el pueblo fue fundado antes de 1581, poco antes de la fundación de Santa Clara La Laguna.

### Tras la Independencia de Centroamérica
Tras la Independencia de Centroamérica según el Decreto del 11 de octubre de 1825 del Estado de Guatemala, el poblado fue asignado al Circuito de Atitlán, en el Distrito N.º 11 (Suchitepéquez) para la impartición de justicia; junto a La Visitación estaban en ese distrito Atitlán, Tolimán, Patulul, San Pedro La Laguna, Santa Clara La Laguna, San Pablo, San Marcos, San Miguelito, San Juan de los Leprosos y Santa Bárbara de La Costilla y La Grande.

### El efímero Estado de Los Altos

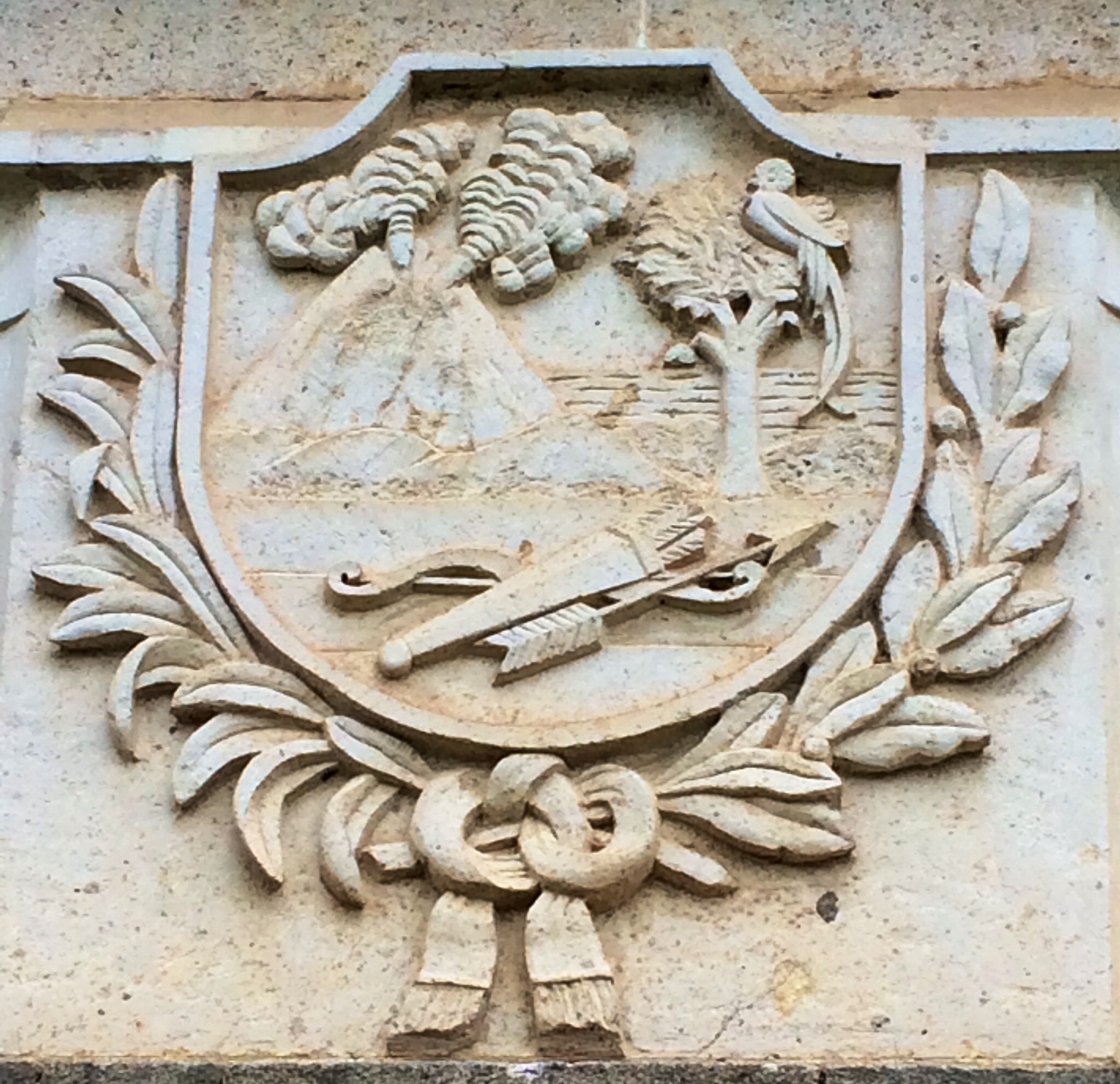
Escudo del Estado de los Altos

A partir dl 3 de abril de 1838, el poblado La Visitación fue parte de la región que formó el efímero Estado de Los Altos, el cual fue autorizado por el Congreso de la República Federal de Centro América el 25 de diciembre de ese año forzando a que el Estado de Guatemala se reorganizara en siete departamentos y dos distritos independientes el 12 de septiembre de 1839:
- Departamentos: Chimaltenango, Chiquimula, Escuintla, Guatemala, Mita, Sacatepéquez, y Verapaz
- Distritos: Izabal y Petén[9]

El 25 de enero de 1840 tras meses de tensión se produjo la guerra entre ambos estados, y el general Rafael Carrera venció a las fuerzas del general Agustín Guzmán e incluso apresó a éste mientras que el general Doroteo Monterrosa venció a las fuerzas altenses del coronel Antonio Corzo el 28 de enero.  El gobierno quetzalteco colapsó entonces, pues aparte de las derrotas militares, los poblados indígenas abrazaron la causa conservadora de inmediato; al entrar a Quetzaltenango al frente de dos mil hombres, Carrera fue recibido por una gran multitud que lo saludaba como su «libertador».
Carrera impuso un régimen duro y hostil para los liberales altenses, pero bondadoso para los indígenas de la región —derogando el impuesto personal que les habían impuesto las autoridades altenses— y para los eclesiásticos restituyendo los privilegios de la religión católica. El 26 de febrero de 1840 el gobierno de Guatemala colocó a Los Altos bajo su autoridad y el 13 de agosto de nombró al corregidor de la región, el cual servía también como comandante general del ejército y superintendente.

### Tras la Reforma Liberal de 1871
Luego de la Reforma Liberal de 1871, el presidente de facto provisiorio Miguel García Granados dispuso crear el departamento de Quiché para mejorar la administración territorial de la República dada la enorme extensión del territorio de Totonicapán y de Sololá. De esta cuenta, el 12 de agosto de 1872 el departamento de Sololá perdió sus distritos de la Sierra y de Quiché y se vio reducido únicamente a los poblados de Santa María Visitación, villa de Sololá, San Andrés Semetabaj, Panajachel, Concepción, San Jorge, Santa Cruz, Santa Lucía Utatlán, Santa Clara, Santa Bárbara, San Juan de los Leprosos, San José Chacayá, San Pedro, San Juan, San Pablo, San Marcos, Atitlán, San Lucas Tolimán, San Antonio Palopó, Santa Catarina Palopó y Patulul.

## Educación
Santa María Visitación cuenta con escuelas públicas a la que tienen acceso todos los pobladores,; estas instituciones incluyen un instituto de nivel básico y un instituto de nivel diversificado, en el que se obtiene el título de Perito Contador.  También existió el instituto privado a cargo de los Hermanos de La Salle, que ofrecían Bachillerato con énfasis en educación y preparación en varias áreas técnicas. Dejó de funcionar en 2018.  Actualmente se cuenta con el Instituto Técnico Científico e Intercultural -ITECI- que ofrece carreras de bachillerato.[cita requerida]
Este municipio fue ya declarado con cero analfabetismo.[cita requerida]